# Synagoge (Vlachovo Březí)
Koordinaten: 49° 4′ 48,6″ N, 13° 57′ 35,8″ O

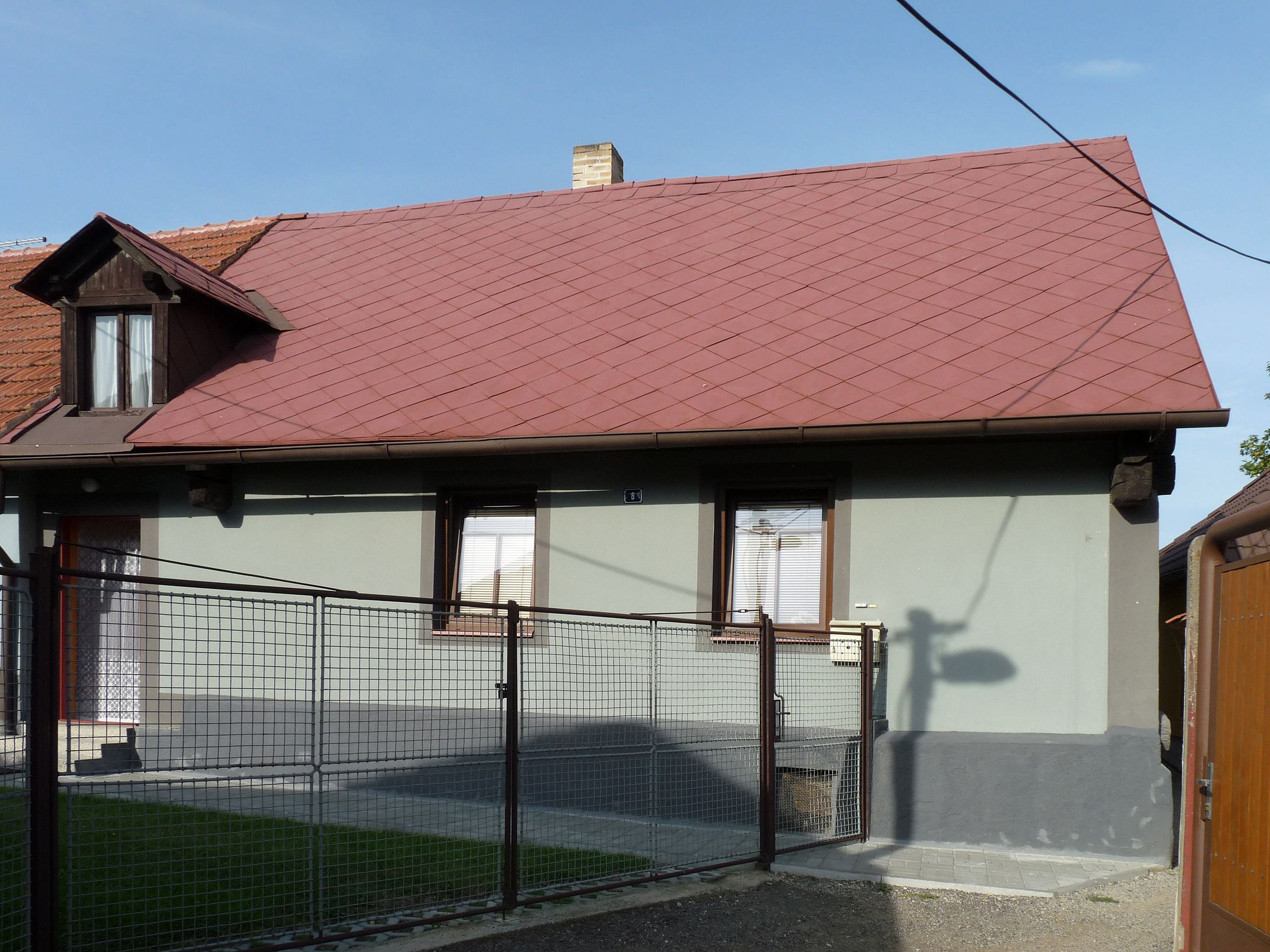
Ehemalige Synagoge in Vlachovo Březí

Die Synagoge in Vlachovo Březí,  einer Gemeinde im tschechischen Okres Prachatice im Jihočeský kraj (Südböhmische Region), wurde 1787 errichtet. Die Synagoge wurde zu einem Wohnhaus umgebaut.